# Arne Karlsson (Segler)
Ernst Arne Karlsson (* 23. März 1936 in Örebro) ist ein ehemaliger schwedischer Segler.

## Erfolge
Arne Karlsson, der Mitglied im Kungliga Svenska Segelsällskapet war, nahm an den Olympischen Spielen 1964 in Tokio teil. Diese bestritt er neben Sture Stork als Crewmitglied von Skipper Lars Thörn. Mit der Rush VII mussten sie sich nach zwei ersten und vier vierten Plätzen nur der von Bill Northam gesteuerten Barrenjoey aus Australien geschlagen geben und gewannen somit die Silbermedaille vor der US-amerikanischen Bingo von Skipper John McNamara.
Thörn und Stork wurden bereits 1956 mit Karlssons Vater Hjalmar Karlsson Olympiasieger. Auch sein Bruder Per-Olof nahm 1960 in Rom an einer olympischen Segelregatta teil.